# Zlatý míč 1959
Zlatý míč, cenu pro nejlepšího fotbalistu Evropy dle mezinárodního panelu sportovních novinářů, v roce 1959 získal argentinsko-španělský fotbalista Alfredo Di Stéfano. Šlo o čtvrtý ročník ankety, organizoval ho časopis France Football a výsledky určili sportovní publicisté z 20 zemí Evropy.

## Pořadí
| Pořadí | Hráč               | Reprezentace    | Kluby                | Body |
| ------ | ------------------ | --------------- | -------------------- | ---- |
| 1      | Alfredo Di Stéfano | Španělsko       | Real Madrid          | 80   |
| 2      | Raymond Kopa       | Francie         | Stade de Reims       | 42   |
| 3      | John Charles       | Wales           | Juventus Turín       | 24   |
| 4      | Luis Suárez        | Španělsko       | FC Barcelona         | 22   |
| 5      | Agne Simonsson     | Švédsko         | Örgryte IS           | 20   |
| 6      | Lajos Tichy        | Maďarsko        | Honvéd Budapešť      | 18   |
| 7      | Ferenc Puskás      | Maďarsko        | Real Madrid          | 16   |
| 8      | Francisco Gento    | Španělsko       | Real Madrid          | 12   |
| 9      | Helmut Rahn        | Západní Německo | 1. FC Köln           | 11   |
| 10     | Horst Szymaniak    | Západní Německo | Karlsruher SC        | 8    |
| 11     | Lev Jašin          | SSSR            | Dynamo Moskva        | 7    |
| 12     | Jurij Vojnov       | SSSR            | Dynamo Kyjev         | 5    |
| 13     | Ivan Kolev         | Bulharsko       | CDNA Sofia           | 4    |
|        | Gyula Grosics      | Maďarsko        | FC Tatabánya         | 4    |
|        | Dezső Bundzsák     | Maďarsko        | Vasas Budapešť       | 4    |
|        | Nils Liedholm      | Švédsko         | AC Milan             | 4    |
| 17     | Georgi Najdenov    | Bulharsko       | CDNA Sofia           | 3    |
|        | Titus Buberník     | Československo  | ČH Bratislava        | 3    |
|        | Just Fontaine      | Francie         | Stade de Reims       | 3    |
| 20     | Joan Segarra       | Španělsko       | FC Barcelona         | 2    |
|        | Flórián Albert     | Maďarsko        | Ferencváros Budapešť | 2    |
|        | Uwe Seeler         | Západní Německo | Hamburger SV         | 2    |
| 23     | Antoni Ramallets   | Španělsko       | FC Barcelona         | 1    |
|        | János Göröcs       | Maďarsko        | Újpest FC            | 1    |
|        | Ken Jones          | Wales           | Scunthorpe United FC | 1    |
|        | Roger Marche       | Francie         | Racing Paříž         | 1    |